# Арно де Торроя
Арно де Торроя (кат. Arnau de Torroja; бл. 1122 — 30 вересня 1184) — 9-й великий магістр ордену тамплієрів в 1180/1181—1184 роках. Відомий також як Арно де Ла Тур Руж.

## Життєпис
Походив з каталонського шляхетського роду Торроя. Народився близько 1122 року в м. Сольсона. Дата приєднання до ордену тамплієрів невідома. З кінця 1140-х років брав участь у Реконкісті, досягши посади капітана орденського війська.
1166 року призначається магістром провінції Прованс і частини Іспанії (королівства Арагон, Наварра, герцогство Гасконь, графства Прованс, Тулуза, Барселона).
Після смерті Одо де Сент-Амана обирається новим великим магістром тамплієрів. Це сталося наприкінці 1180 або на початку 1181 року. Невдовзі за посередництва папи римського Луція III і Балдуїна IV, короля Єрусалиму, залагодив з орденом госпітальєрів тривалий конфлікт. 1182 року сприяв укладанню мирного договору з Салах ад-Діном, султаном Єгипту і Сирії.
1184 року разом з великим магістром госпітальєрів Роже де Муленом та Іраклієм, латинським патріархом Єрусалиму, рушив до Європи збирати кошти й загони на підтримку Єрусалимського королівства. Втім на шляху до Італії захворів і помер у вересні того року у Вероні. Новим великим магістром тамплієрів став Жерар де Рідфор.